# Parafia św. Mikołaja w Kowalewie Pomorskim
Parafia św. Mikołaja w Kowalewie Pomorskim – parafia rzymskokatolicka w diecezji toruńskiej, w dekanacie kowalewskim, z siedzibą w Kowalewie Pomorskim.

## Historia
- Parafia powstała w XIII wieku.

## Kościół parafialny
- Kościół parafialny wybudowany w latach 1286 – 1300 w stylu gotyckim z kamienia polnego.

## Grupy parafialne
Bractwo Świętej Anny, Bractwo Najświętszego Serca Pana Jezusa, Jasnogórska Rodzina Różańcowa, Parafialny Zespół Caritas, Rycerstwo Niepokalanej, Stowarzyszenie Rodzin Katolickich, Wspólnota Adoracji Najświętszego Sakramentu, Żywy Różaniec

## Zasięg parafii
Do parafii należą wierni z miejscowości: Bielsk, Borek, Gapa, Martyniec, Pływaczewo-wybudowania, Sierakowo, Szychowo, Zapluskowęsy
oraz z Kowalewa Pomorskiego mieszkający przy ulicy: Akacjowej, Batalionów Chłopskich, Brodnickiej, Broniewskiego, Chopina, Dębowej, Drzymały, Dworcowej, Dworzec Główny, Działkowej, Fosa Jagiellońska, Głogowej, Jaśminowej, Jedności Robotniczej, Kilińskiego, Konopnickiej, Kościuszki, Krótkiej, 1 Maja, Malinowej, Mickiewicza, Mikołaja z Ryńska, Młyńskiej, Murnej, Odrodzenia, Ogrodowej, Plac 700-lecia, Plac Wolności, Podborek, Poziomkowej, Prusa, Słowackiego, Strażackiej, 23 Stycznia, Szkolnej, Szpitalnej, Toruńskiej, Wrzosowej, Wyspiańskiego i Żeromskiego.